# Conrad Mair
(Johann) Conrad (auch: Cunrad, Konrad, Konrad II.) Mair (auch: Mayr) (* 1493, wenig wahrscheinlich 1505, in Memmingen; † 18. Dezember 1565, wohl in Augsburg) war ein Patrizier, Faktor der Fugger, Ratsherr und Bürgermeister von Augsburg.

## Leben
Conrad Mair war der Sohn der Memminger Patrizier Andreas Mair (um 1470–1546) und seiner Frau Barbara (* um 1475), geborene Löhlin. Am 6. September 1531 heiratete er die Augsburger Patrizierin Euphrosina Walther (* um 1504; † 26. April 1572). Damit erhielt er das Bürgerrecht und die Stubenfähigkeit in Augsburg. Die Aufnahme in die Herrenstube erfolgte noch im selben Jahr.

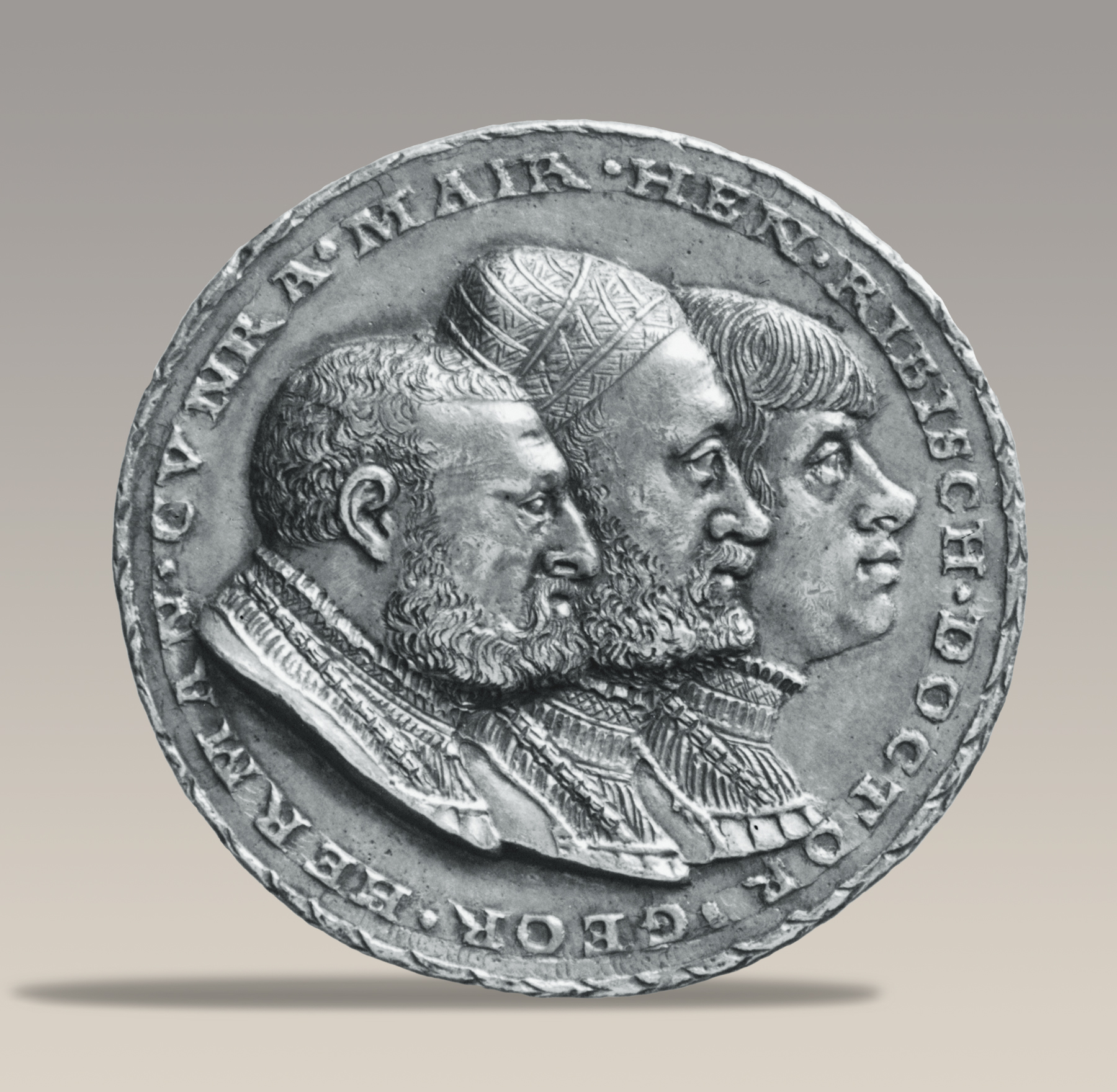
Drei Freunde (von links nach rechts): Heinrich Rybisch, Georg Hörmann, Conrad Mair, Medaille von Matthes Gebel, 1531

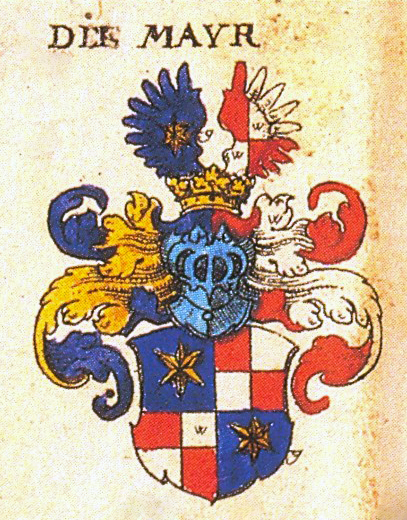
Wappen der Mair, Augsburg 1538, von Johann Siebmacher

Dem Fuggerfaktor Georg Hörmann und dem königlich böhmischen Rentmeister Heinrich Rybisch war er freundschaftlich verbunden, so dass die drei 1531 beim Medailleur Matthes Gebel ein für die Renaissancezeit seltenes Dreierbildnis in Auftrag gaben. Auf der Rückseite der Medaille finden sich ihre jeweiligen Wappenschilde und ein verkürztes lateinisches Zitat aus Psalm 133: QVAM IVCVNDVM HABITARE FRATES IN VNVM („Wie lieblich ist es, wenn Brüder in Einheit leben.“) In den Jahren 1533 und 1535 nahm Mair am Hofe Ottheinrichs von der Pfalz in Neuburg an Pferderennen teil, denen große gesellschaftliche Bedeutung zukam. 1533 belegte er dabei den dritten Platz und erhielt einen wertvollen Sachpreis.
Conrad Mair und seine Frau Euphrosina hatten sieben gemeinsame Kinder:
- Regina Mair (* um 1532; † 1609)
- Conrad III. Mair (* um 1533; † 25. September 1591)
- Apollonia Mair (* um 1535)
- Eleonora Mair (* um 1537)
- Euphrosina Mair (* um 1540; † 18. November 1623)
- Raymund Mair
- Anton Mair

1538 erfolgte Mairs Aufnahme ins Augsburger Patriziat, das in diesem Jahr um 39 Familien erweitert wurde.
Mairs Sohn Konrad III. war einer der fünf Augsburger Schüler, die Hieronymus Wolf von 1548 bis 1551 in Basel und Paris betreut hatte. Konrad II. selbst war ein Gönner Wolfs und gewährte ihm 1551 nach seiner Flucht aus Paris in seinem Augsburger Haus so lange Unterkunft, bis Wolf geschuldete Gelder eintreiben konnte, obgleich sich dieser beklagte, dass im Haus von Bürgermeister Mair wegen des gleichzeitig stattfindenden Reichstags kaum Platz für ihn gewesen sei.
Verwandtschaftsbeziehungen zwischen Conrad Mair, Anton Fugger und Georg Hörmann, einem weiteren Fuggerfaktor und Freund Mairs:
|                           |                           |                           |                           |                                |                                |                                |                                |                                |                                |                               |                               | Jakob d. Ä. Fugger (1398–1469) | Jakob d. Ä. Fugger (1398–1469) | Jakob d. Ä. Fugger (1398–1469) | Jakob d. Ä. Fugger (1398–1469) | Jakob d. Ä. Fugger (1398–1469) | Jakob d. Ä. Fugger (1398–1469) |                            |                            | Barbara Bäsinger (1420–1497) | Barbara Bäsinger (1420–1497) | Barbara Bäsinger (1420–1497) | Barbara Bäsinger (1420–1497) | Barbara Bäsinger (1420–1497) | Barbara Bäsinger (1420–1497) |                          |                          | Peter Imhoff (1434–1482)  | Peter Imhoff (1434–1482)  | Peter Imhoff (1434–1482)  | Peter Imhoff (1434–1482)  | Peter Imhoff (1434–1482)  | Peter Imhoff (1434–1482)  |                           |                           | Regina Walther (1444–1514) | Regina Walther (1444–1514) | Regina Walther (1444–1514) | Regina Walther (1444–1514) | Regina Walther (1444–1514)  | Regina Walther (1444–1514)  |                             |                             |                                      |                                      |                                      |                                      |                                      |                                      |
|                           |                           |                           |                           |                                |                                |                                |                                |                                |                                |                               |                               | Jakob d. Ä. Fugger (1398–1469) | Jakob d. Ä. Fugger (1398–1469) | Jakob d. Ä. Fugger (1398–1469) | Jakob d. Ä. Fugger (1398–1469) | Jakob d. Ä. Fugger (1398–1469) | Jakob d. Ä. Fugger (1398–1469) |                            |                            | Barbara Bäsinger (1420–1497) | Barbara Bäsinger (1420–1497) | Barbara Bäsinger (1420–1497) | Barbara Bäsinger (1420–1497) | Barbara Bäsinger (1420–1497) | Barbara Bäsinger (1420–1497) |                          |                          | Peter Imhoff (1434–1482)  | Peter Imhoff (1434–1482)  | Peter Imhoff (1434–1482)  | Peter Imhoff (1434–1482)  | Peter Imhoff (1434–1482)  | Peter Imhoff (1434–1482)  |                           |                           | Regina Walther (1444–1514) | Regina Walther (1444–1514) | Regina Walther (1444–1514) | Regina Walther (1444–1514) | Regina Walther (1444–1514)  | Regina Walther (1444–1514)  |                             |                             |                                      |                                      |                                      |                                      |                                      |                                      |
|                           |                           |                           |                           |                                |                                |                                |                                |                                |                                |                               |                               |                                |                                |                                |                                |                                |                                |                            |                            |                              |                              |                              |                              |                              |                              |                          |                          |                           |                           |                           |                           |                           |                           |                           |                           |                            |                            |                            |                            |                             |                             |                             |                             |                                      |                                      |                                      |                                      |                                      |                                      |
|                           |                           |                           |                           |                                |                                |                                |                                |                                |                                |                               |                               |                                |                                |                                |                                |                                |                                |                            |                            |                              |                              |                              |                              |                              |                              |                          |                          |                           |                           |                           |                           |                           |                           |                           |                           |                            |                            |                            |                            |                             |                             |                             |                             |                                      |                                      |                                      |                                      |                                      |                                      |
|                           |                           |                           |                           | Hector Mielich (1425–1490)     | Hector Mielich (1425–1490)     | Hector Mielich (1425–1490)     | Hector Mielich (1425–1490)     | Hector Mielich (1425–1490)     | Hector Mielich (1425–1490)     |                               |                               | Anna Fugger (1444–1485)        | Anna Fugger (1444–1485)        | Anna Fugger (1444–1485)        | Anna Fugger (1444–1485)        | Anna Fugger (1444–1485)        | Anna Fugger (1444–1485)        |                            |                            | Georg I. Fugger (1453–1506)  | Georg I. Fugger (1453–1506)  | Georg I. Fugger (1453–1506)  | Georg I. Fugger (1453–1506)  | Georg I. Fugger (1453–1506)  | Georg I. Fugger (1453–1506)  |                          |                          | Regina Imhoff (1465–1526) | Regina Imhoff (1465–1526) | Regina Imhoff (1465–1526) | Regina Imhoff (1465–1526) | Regina Imhoff (1465–1526) | Regina Imhoff (1465–1526) |                           |                           | Ludwig Reihing (1461–1531) | Ludwig Reihing (1461–1531) | Ludwig Reihing (1461–1531) | Ludwig Reihing (1461–1531) | Ludwig Reihing (1461–1531)  | Ludwig Reihing (1461–1531)  |                             |                             | Veronica (Ursula) Imhoff (1467–1537) | Veronica (Ursula) Imhoff (1467–1537) | Veronica (Ursula) Imhoff (1467–1537) | Veronica (Ursula) Imhoff (1467–1537) | Veronica (Ursula) Imhoff (1467–1537) | Veronica (Ursula) Imhoff (1467–1537) |
|                           |                           |                           |                           | Hector Mielich (1425–1490)     | Hector Mielich (1425–1490)     | Hector Mielich (1425–1490)     | Hector Mielich (1425–1490)     | Hector Mielich (1425–1490)     | Hector Mielich (1425–1490)     |                               |                               | Anna Fugger (1444–1485)        | Anna Fugger (1444–1485)        | Anna Fugger (1444–1485)        | Anna Fugger (1444–1485)        | Anna Fugger (1444–1485)        | Anna Fugger (1444–1485)        |                            |                            | Georg I. Fugger (1453–1506)  | Georg I. Fugger (1453–1506)  | Georg I. Fugger (1453–1506)  | Georg I. Fugger (1453–1506)  | Georg I. Fugger (1453–1506)  | Georg I. Fugger (1453–1506)  |                          |                          | Regina Imhoff (1465–1526) | Regina Imhoff (1465–1526) | Regina Imhoff (1465–1526) | Regina Imhoff (1465–1526) | Regina Imhoff (1465–1526) | Regina Imhoff (1465–1526) |                           |                           | Ludwig Reihing (1461–1531) | Ludwig Reihing (1461–1531) | Ludwig Reihing (1461–1531) | Ludwig Reihing (1461–1531) | Ludwig Reihing (1461–1531)  | Ludwig Reihing (1461–1531)  |                             |                             | Veronica (Ursula) Imhoff (1467–1537) | Veronica (Ursula) Imhoff (1467–1537) | Veronica (Ursula) Imhoff (1467–1537) | Veronica (Ursula) Imhoff (1467–1537) | Veronica (Ursula) Imhoff (1467–1537) | Veronica (Ursula) Imhoff (1467–1537) |
|                           |                           |                           |                           |                                |                                |                                |                                |                                |                                |                               |                               |                                |                                |                                |                                |                                |                                |                            |                            |                              |                              |                              |                              |                              |                              |                          |                          |                           |                           |                           |                           |                           |                           |                           |                           |                            |                            |                            |                            |                             |                             |                             |                             |                                      |                                      |                                      |                                      |                                      |                                      |
| Lucas Walther (1453–1523) | Lucas Walther (1453–1523) | Lucas Walther (1453–1523) | Lucas Walther (1453–1523) | Lucas Walther (1453–1523)      | Lucas Walther (1453–1523)      |                                |                                | Apollonia Mielich (1475–1550)  | Apollonia Mielich (1475–1550)  | Apollonia Mielich (1475–1550) | Apollonia Mielich (1475–1550) | Apollonia Mielich (1475–1550)  | Apollonia Mielich (1475–1550)  |                                |                                | Anna Rehlinger (1511–1548)     | Anna Rehlinger (1511–1548)     | Anna Rehlinger (1511–1548) | Anna Rehlinger (1511–1548) | Anna Rehlinger (1511–1548)   | Anna Rehlinger (1511–1548)   |                              |                              | Anton Fugger (1493–1560)     | Anton Fugger (1493–1560)     | Anton Fugger (1493–1560) | Anton Fugger (1493–1560) | Anton Fugger (1493–1560)  | Anton Fugger (1493–1560)  |                           |                           | Georg Hörmann (1491–1552) | Georg Hörmann (1491–1552) | Georg Hörmann (1491–1552) | Georg Hörmann (1491–1552) | Georg Hörmann (1491–1552)  | Georg Hörmann (1491–1552)  |                            |                            | Barbara Reihing (1490–1556) | Barbara Reihing (1490–1556) | Barbara Reihing (1490–1556) | Barbara Reihing (1490–1556) | Barbara Reihing (1490–1556)          | Barbara Reihing (1490–1556)          |                                      |                                      |                                      |                                      |
| Lucas Walther (1453–1523) | Lucas Walther (1453–1523) | Lucas Walther (1453–1523) | Lucas Walther (1453–1523) | Lucas Walther (1453–1523)      | Lucas Walther (1453–1523)      |                                |                                | Apollonia Mielich (1475–1550)  | Apollonia Mielich (1475–1550)  | Apollonia Mielich (1475–1550) | Apollonia Mielich (1475–1550) | Apollonia Mielich (1475–1550)  | Apollonia Mielich (1475–1550)  |                                |                                | Anna Rehlinger (1511–1548)     | Anna Rehlinger (1511–1548)     | Anna Rehlinger (1511–1548) | Anna Rehlinger (1511–1548) | Anna Rehlinger (1511–1548)   | Anna Rehlinger (1511–1548)   |                              |                              | Anton Fugger (1493–1560)     | Anton Fugger (1493–1560)     | Anton Fugger (1493–1560) | Anton Fugger (1493–1560) | Anton Fugger (1493–1560)  | Anton Fugger (1493–1560)  |                           |                           | Georg Hörmann (1491–1552) | Georg Hörmann (1491–1552) | Georg Hörmann (1491–1552) | Georg Hörmann (1491–1552) | Georg Hörmann (1491–1552)  | Georg Hörmann (1491–1552)  |                            |                            | Barbara Reihing (1490–1556) | Barbara Reihing (1490–1556) | Barbara Reihing (1490–1556) | Barbara Reihing (1490–1556) | Barbara Reihing (1490–1556)          | Barbara Reihing (1490–1556)          |                                      |                                      |                                      |                                      |
|                           |                           |                           |                           |                                |                                |                                |                                |                                |                                |                               |                               |                                |                                |                                |                                |                                |                                |                            |                            |                              |                              |                              |                              |                              |                              |                          |                          |                           |                           |                           |                           |                           |                           |                           |                           |                            |                            |                            |                            |                             |                             |                             |                             |                                      |                                      |                                      |                                      |                                      |                                      |
|                           |                           |                           |                           | Euphrosina Walther (1504–1572) | Euphrosina Walther (1504–1572) | Euphrosina Walther (1504–1572) | Euphrosina Walther (1504–1572) | Euphrosina Walther (1504–1572) | Euphrosina Walther (1504–1572) |                               |                               | Conrad II. Mair (1493?–1565)   | Conrad II. Mair (1493?–1565)   | Conrad II. Mair (1493?–1565)   | Conrad II. Mair (1493?–1565)   | Conrad II. Mair (1493?–1565)   | Conrad II. Mair (1493?–1565)   |                            |                            |                              |                              |                              |                              |                              |                              |                          |                          |                           |                           |                           |                           |                           |                           |                           |                           |                            |                            |                            |                            |                             |                             |                             |                             |                                      |                                      |                                      |                                      |                                      |                                      |
|                           |                           |                           |                           | Euphrosina Walther (1504–1572) | Euphrosina Walther (1504–1572) | Euphrosina Walther (1504–1572) | Euphrosina Walther (1504–1572) | Euphrosina Walther (1504–1572) | Euphrosina Walther (1504–1572) |                               |                               | Conrad II. Mair (1493?–1565)   | Conrad II. Mair (1493?–1565)   | Conrad II. Mair (1493?–1565)   | Conrad II. Mair (1493?–1565)   | Conrad II. Mair (1493?–1565)   | Conrad II. Mair (1493?–1565)   |                            |                            |                              |                              |                              |                              |                              |                              |                          |                          |                           |                           |                           |                           |                           |                           |                           |                           |                            |                            |                            |                            |                             |                             |                             |                             |                                      |                                      |                                      |                                      |                                      |                                      |

## Wirken
Zunächst war Conrad Mair für die Fugger in Österreich tätig (ab 1512 in Innsbruck, ab 1518 in Hall, ab 1527 in Wien) und wurde ein enger Vertrauter von Anton Fugger und einer der bedeutendsten Angestellten des Gemeinen Handels.
1527 erwarb er eine Beteiligung an Anton Fugger & Gesellschaft in Höhe von 1.000 fl., die er 1553 noch einmal um 2.250 fl. erhöhte.
Als im Jahr 1528 ein Konsortium (u. a. die Thurzo, Rehlinger, Welser und Langenmantel) aus Lieferanten, Gläubigern und Gesellschaftern des Höchstetter-Konzerns von diesem Zahlungen einforderte, beauftragte Anton Fugger Conrad Mair damit, von Antwerpen aus über Strohmänner wie Lazarus Tucher alle in Brüssel verfügbaren Schuldverschreibungen der Höchstetter im Nominalwert von 400.000 fl. unter Marktwert aufzukaufen, wodurch deren Konzern gezielt in den Ruin getrieben werden konnte. Obgleich Mair die Kooperation mit den Fuggern fortsetzte, war er in späteren Jahren auch selbstständig tätig. So versuchte er um 1542, sich im Eisenbergbau der Herrschaft Bludenz zu etablieren.
Im Augsburger Münzskandal von 1543 war er einer der Bürgen für den schwer belasteten Münzmeister Baltasar Hundertpfund.
1549 übernahm er in Böhmen für einige Jahre die gesamte Produktion des Schlackenwalder und Schönfelder Zinns, wahrscheinlich als Strohmann der Fugger, die hierzu große Kredite beisteuerten.
Nach der Niederlage im Schmalkaldischen Krieg beschlossen der Große und Kleine Rat Augsburgs am 17. Januar 1547, sich dem Kaiser auf Gnade und Ungnade zu ergeben und bestimmten am 24. Januar eine Delegation, die hierzu den förmlichen Kniefall vor Kaiser Karl V. zu vollziehen hatte und der auch Conrad Mair als Vertreter der Patrizier angehörte. Nachdem Kaiser Karl V. in der Folge das Zunftregiment aufgehoben und Augsburg mit Dekret vom 3. August 1548 die Karolinische Regimentsordnung aufgezwungen hatte, war Conrad Mair eine von 41 namentlich genannten Personen, die sich für Ämter aufgrund kaiserlicher Ernennung bereitzuhalten hatten, und er beschritt im Folgenden eine stadtpolitische Laufbahn, die neben der Vertrauensstellung bei Anton Fugger merklich durch sein katholisches Bekenntnis begünstigt wurde. Mair saß von 1548 bis 1552 im Kleinen Rat von Augsburg und war 1548 zusätzlich Spital-/Almosenherr. Mit Einführung der neuen Handwerkerinnungen als unpolitische Selbstverwaltungsinstitutionen wurde er 1549 als einer der Strafherren mit der Zunftaufsicht betraut. Von 1550 bis 1561 war er jeweils einer der Amtsbürgermeister. Beim Kaiserbesuch in Augsburg im Jahr 1559 war er Mitglied des offiziellen Empfangskomitees für Karl V. 1560 beauftragte der Augsburger Rat u. a. Mair und seinen Amtskollegen Wolfgang Paler den Älteren, Vorschläge zur Umsetzung der Reichsmünzordnung von 1559 auszuarbeiten. Von 1561 bis 1565 war Mair schließlich geheimer Rat und gehörte von 1564 bis zu seinem Lebensende dem Stadtgericht an.
Conrad Mairs Vermögenssteuerleistung stieg von 40 fl. im Jahr 1534 auf 115 fl. im Jahr 1562.
Von 1550 bis 1565 trat er auch als Gläubiger in Erscheinung. Es sind ausgereichte Darlehen in Höhe von 115.844 fl. bekannt, von denen Anton Fugger insgesamt 90.000 fl. in Anspruch nahm. Weitere Schuldner waren Daniel Schleicher (15.644 fl.), Hans Jakob Fugger, Ursula von Harrach und der Graf von Ortenburg. 1565 nahm Conrad Mair schließlich selbst ein Darlehen in Höhe von 7.265 fl. auf. Zum Zeitpunkt seines Todes belief sich sein Nettovermögen auf knapp 36.000 fl. Es umfasste u. a. Bergwerke im Montafon, ein Haus in Augsburg und das Gut Bergheim.